# Milovan Šibl
Milovan Šibl (Zagreb, 30. travnja 1942. – Zagreb, 6. kolovoza 2020.), bio je hrvatski novinar, nakladnik i političar.

## Životopis
Milovan Šibl rođen je u Zagrebu 1942. godine. Sin je Ivana Šibla. Diplomirao je na Pravnom fakultetu u Zagrebu. Do ulaska u politiku, potkraj 1980-ih, bio je novinar na tadašnjem Radio Zagrebu. Na Radio Zagrebu počeo je kao suradnik 1965. godine a zatim bio je urednik do 1990. godine. Bio je predsjednik tadašnjega republičkog Komiteta za informiranje (1990.), ministar informiranja u Drugoj Vladi Republike Hrvatske (24. kolovoza 1990. do 4. ožujka 1991.), ravnatelj Hrvatske izvještajne novinske agencije (1991. – 1997.) te saborski zastupnik HDZ-a (1992. – 2000.). Sudjelovao je u osnivanju Hrvatske demokratske zajednice i stvaranju neovisne Hrvatske.
Bio je predsjednik političke stranke Jedino Hrvatska – Pokret za Hrvatsku.

## Odlikovanja
- 1995.: Red Ante Starčevića, za doprinos održanju i razvitka hrvatske državotvorne ideje, uspostavom i izgradnjom suverene države Hrvatske.[6]

## Osobni život
Bio je oženjen i otac petero djece. Živio je u Osoru.